# Radiocirurgia
Radiocirurgia é uma forma de tratamento médico que utiliza radiações ionizantes, dirigidas por um sistema de coordenadas espaciais (estereotaxia) para atingir tumores, malignos ou benignos, e malformações arteriovenosas, em regiões profundas do cérebro. Além disso, a radiocirurgia pode ser utilizada na correção de distúrbios funcionais, sendo aplicada a determinadas áreas do cérebro com o objetivo de normalizar sua atividade. A radiação é aplicada externamente, não havendo necessidade de abrir o crânio para alcançar a área a ser tratada. 

## Etapas do tratamento
Cada paciente é avaliado por uma equipe multidisciplinar formada por radioterapeutas, neurologistas, neurocirurgiões, físicos, radiologistas e oncologistas clínicos, que consideram os possíveis benefícios do procedimento e os riscos envolvidos. Confirmada a indicação, inicia-se o planejamento da radiocirurgia. Nessa etapa, o paciente é submetido à fixação do arco metálico (estereotáxico) em sua cabeça, realizando novos exames de imagem. Com as imagens obtidas, a equipe de radiocirurgia delimita a estrutura a ser tratada (volume-alvo), identificando os tecidos mais sensíveis à radiação, que devem ser evitados. O planejamento define o número de arcos de radiação, a distribuição das doses e as coordenadas para localização do alvo. A radiocirurgia é realizada em seguida. O arco estereotáxico é retirado imediatamente após o procedimento, antes que o paciente retorne ao quarto. No quarto, o paciente é atendido por uma equipe de enfermagem especialmente treinada para acompanhá-lo, recebendo alta no mesmo dia. O paciente pode retomar suas atividades em poucos dias.

## Vantagens
A radiocirurgia aplica uma alta dose de radiação na área a ser tratada, poupando em grande parte os tecidos normais do cérebro. Isto é, trata-se de um procedimento que combina alta eficácia e boa tolerabilidade.
Além disso, na radiocirurgia é possível tratar mais de uma lesão no mesmo procedimento.